# Forma da distribuição
Em estatística, o conceito de forma da distribuição refere-se à forma da distribuição de probabilidade e aparece com mais frequência em problemas de descobrir um uso de uma distribuição apropriada para modelar as propriedades estatísticas de uma população, dada uma amostra dessa população. A forma de uma distribuição pode ser considerada ora descritivamente, usando termos como "forma de J", ou ou numericamente, usando medidas quantitativas como obliquidade e curtose.
Considerações da forma de uma distribuição aparecem em análise de dados estatísticos, onde estatísticas descritivas quantitativas simples e técnicas de plotagem, como histogramas, podem levar à seleção de uma família particular de distribuições para propósitos de modelagem.

A distribuição normal, chamada normalmente de "curva-sino"

## Descrições da forma
A forma de uma distribuição irá cair em algum lugar de um continuum onde uma distribuição plana poderá ser considerada central e onde tipos que se distanciam disso incluem: unimodal, forma de U, forma de J, forma de J invertida e multi-modal. Uma distribuição bimodal teria dois pontos altos ao invés de um. O formato de uma distribuição é ocasionalmente caracterizado pelos comportamentos das caudas (i.e., cauda longa ou curta). Por exemplo, uma distribuição plana pode ser caracterizada por ter nenhuma cauda, ou por ter caudas curtas. Uma distribuição normal é comumente referida como ter caudas curtas. enquanto que uma distribuição exponencial possui caudas exponenciais e uma distribuição de Pareto possui caudas longas.
Mesmo num caso relativamente simples de uma distribuição acumulada, a distribuição pode ser oblíqua para a esquerda ou para direita, sendo simétrica se não possuir obliquidade.